# Греј (Мејн)
Греј (енгл. Gray) насељено је место без административног статуса у америчкој савезној држави Мејн.

## Демографија
По попису из 2010. године број становника је 884.
| Група             | 2000.    | 2010.       |
| Белци             | 0 (0,0%) | 856 (96,8%) |
| Афроамериканци    | 0 (0,0%) | 9 (1,0%)    |
| Азијати           | 0 (0,0%) | 0 (0,0%)    |
| Хиспаноамериканци | 0 (0,0%) | 11 (1,2%)   |
| Укупно            | 0        | 884         |